# Koroška galerija likovnih umetnosti
Koroška galerija likovnih umetnosti (KGLU) je muzej moderne in sodobne umetnosti, ki se osredotoča na zbiranje in proučevanje vizualne umetnosti od druge polovice 20. stoletja naprej. Poleg razstavnih prostorov v centru Slovenj Gradca programsko skrbi tudi za Galerijo Ravne, ki se nahaja v Kulturnem centru na Ravnah na Koroškem.

## Zgodovina
Koroška galerija likovnih umetnosti je bila ustanovljena leta 1957 kot Umetnostni paviljon. Pobudniki ustanovitve galerije in organizatorji prvih razstav in predavanj so bili člani t. i. Akademske skupine, ki so jo sestavljali arhitekta Marjan Gnamuš in Mirko Zdovc, filolog Primož Simoniti in akademski slikar Karel Pečko. Prizadevanja skupine so kmalu prešla v formalno ustanovljeno galerijo, ki jo je vse od ustanovitve do leta 1997 vodil Karel Pečko.
Že v šestdesetih letih je institucija začela prirejati mednarodne razstave. Leta 1966 je bila galerija za namene mednarodne razstave razširjena, dograjen je bil nov razstavni paviljon, ki je bil namenjen sodobnim razstavnim projektom.
Aktivnosti galerije so prispevale k izgradnji specifične identitete mesta Slovenj Gradec, ki je leta 1989 dobilo tudi naziv Mesto glasnik miru. Štiri velike mednarodne razstave (1966, 1975, 1979 in 1985), ki so potekale pod okriljem Organizacije združenih narodov zaznamujejo poslanstvo galerije še danes, saj so pomenile temeljne zastavke mednarodne zbirke, ki ima danes v luči aktualnega dogajanja vedno večji simbolni pomen.
Od devetdesetih let do danes je galerija razširila svoje delovanje tako v smislu širjenja zbirke, kot v smislu profesionalizacije kadra. Narejeni so bili odločilni koraki v smer razvoja sodobne institucije, ki v skladu z muzejskimi standardi in praksami skrbi za zbirko, organizira razstave in aktivnosti, namenjene izobraževanju ter sodelovanju z raznolikimi publikami. Poleg andragoških programov ima galerija razvit tudi raznolik pedagoški program za otroke različnih starostnih skupin. Pedagoški program je še posebej prepoznaven po Bernekerjevih ustvarjalnicah.

## Zbirke
Zbirka KGLU šteje okoli 3000 del. Sestavljajo jo dela številnih tujih in domačih avtorjev ter posebni večji sklopi zbirk. Med njimi je posebej pomembna zbirka del Jožeta Tisnikarja. Ta je dopolnjena z zbirko Hommage Tisnikarju, ki povezuje dela slovenskih in tujih avtorjev s Tisnikarju sorodno tematiko. Poleg že omenjene galerija hrani tudi zbirke del Franca Bernekerja, Bogdana Borčića, Valentina Omana, Štefana Planinca in Pina Poggija.  
Galerija hrani in dopolnjuje tudi specifično zbirko, ki je začela nastajati ob razstavah pod pokroviteljstvom Organizacije združenih narodov med leti 1966 in 1985. To sestavljajo mednarodna likovna dela z aktualnimi angažiranimi temami, kot so vojna, migracije in socialne neenakosti. Posebna pozornost je namenjena sodobni umetniški produkciji predvsem regionalnih umetnikov kot tudi umetnikov iz celotne Slovenije.